# 王辰
王辰（1962年8月7日—），山东德州人，中国呼吸病学与危重症医学专家、群医学及公共卫生专家。首都医科大学医学博士，中日友好医院主任医师，首都医科大学教授，中国医学科学院院长暨北京协和医学院校长。中国工程院院士，曾获国家科技进步特等奖1项，一等奖1项。第十三、十四届全国政协常务委员。

## 生平

### 教育经历
- 1980年，北京理工大学附属中学普通高中毕业。
- 1985年毕业于首都医科大学医疗系，获学士学位。
- 1987-1991年首都医科大学呼吸病学专业（硕博连读），获医学内科学博士学位[1]。
- 1994-1995年在美国德克萨斯大学医学院做博士后研究。

### 工作经历
- 1985-2010年，本科毕业后就职于首都医科大学附属北京朝阳医院[2]医师、主任医师、教授，并历任首都医科大学附属北京朝阳医院呼吸科副主任、副院长、院长，及首都医科大学附属北京朝阳医院呼吸疾病研究所副所长（法定代表人，主持工作），1993年享受国务院政府特殊津贴。
- 2010年8月-2014年，任卫生部北京医院主任医师，及呼吸病学研究中心主任。2013年当选为中国工程院院士。[3]2013-2014年，任原卫生部、原国家卫生计生委科技教育司副司长（主持工作），推动国家医学教育住院医师规范化培训（规培）[4]，推动科研评估指标体系和医学研究工作[5]。
- 2014年起，任中日友好医院主任医师，并于2014-2018年期间任党委常委、院长。
- 2018年1月起，任中国医学科学院院长暨北京协和医学院校长；3月任全国政协常务委员[6][7]；6月，当选为中国工程院副院长；7月于学院首页发表《肇启我国“4+4”临床医学教育模式》，首倡医学精英教育模式试点班[8]，并于《柳叶刀》发表相关文章[9]。
- 2019年，推动设立协和医学院“群医学”博士和硕士学位授权点，2020年7月将原公共卫生学院更名为群医学及公共卫生学院，并兼任首任院长[10]。
- 2020年2月1日，王辰随中日友好医院国家医疗队抵达武汉，提出建立“方舱医院”的建议被采纳得以实施[11]。2020年7月，国家呼吸医学中心成立并任中心主任[12]；8月，任中国医疗医药应急保障体系联盟首席专家；10月，当选美国国家医学科学院外籍院士。
- 2021年3月，全国政协首设委员优秀履职奖，王辰获得2020年度全国政协委员优秀履职奖[13]。12月，任全国医学专业学位研究生教育指导委员会副主任委员。
- 2022年6月，北京大学医学部慢性气道疾病研究中心正式成立，王辰任学术委员会主任[14]。
- 2023年，首届“4+4”医学试点班学生毕业 ，王辰再度推动医学教育创新，相继与北京航空航天大学、北京理工大学、中国科学技术大学、北京师范大学等高校联合成立“协和医班”[15]。

### 主要科研经历
- 2009年起参与完成北京市“北京市中医药防治甲型H1N1流感工作”及中国“中医药防治甲型H1N1流感、手足口病与流行性乙型脑炎的临床方案与诊疗规律研究”，历时五个月于2009年12月推出“金花清感方”[16]，并于2011在《内科学年鉴》（Annals of Internal Medicine）发表了麻杏石甘汤与银翘散加减中药汤剂与达菲随机对照的临床试验[17]，作为"甲型H1N1流感大流行有效防控及集成创新性研究"的主要完成人（排名第3）获得2014年度国家科技进步一等奖[18][19]。
- 2013年，长三角地区突发人感染H7N9禽流感疫情，王辰作为“以防控人感染H7N9禽流感为代表的新发传染病防治体系重大创新和技术突破[20]”的主要完成人（排名第13[21]）获得2017年度国家科技进步特等奖[22]。

## 相关争议
2018年，北京协和医学院以通识教育论点为依据推出了临床医学博士培养“4+4”模式，即‌4年非医学本科教育（要求为国内外少数名牌大学优秀毕业生）+4年医学专业教育‌+若干年规培，要求医生掌握除医学外更广泛的知识。2025年4月，协和“4+4”试点班第一届毕业生、中国医学科学院肿瘤医院泌尿外科住院医师董袭莹被举报与中日友好医院医生肖飞有不正当关系，而董的教育经历引发了公众对于“4+4模式”的质疑。同年1月王辰接受敬一丹专访时的一段关于“4+4试点班”的表述也引起了争议，之前在给2023届毕业生的寄语中关于董袭莹的内容疑似被删改。5月1日，国家卫生健康委宣布针对相关舆情成立调查组，对肖飞、董袭莹及有关机构等进行调查核查。同月15日，国家卫健委公布了对肖、董二人的处理结果，北京协和医学院也已在进行整改。但直到调查结果公布，北京协和医学院官方和王辰本人都没有对此事作出任何回应。